# Androsace de Kozo-Polianski
Androsace koso-poljanskii

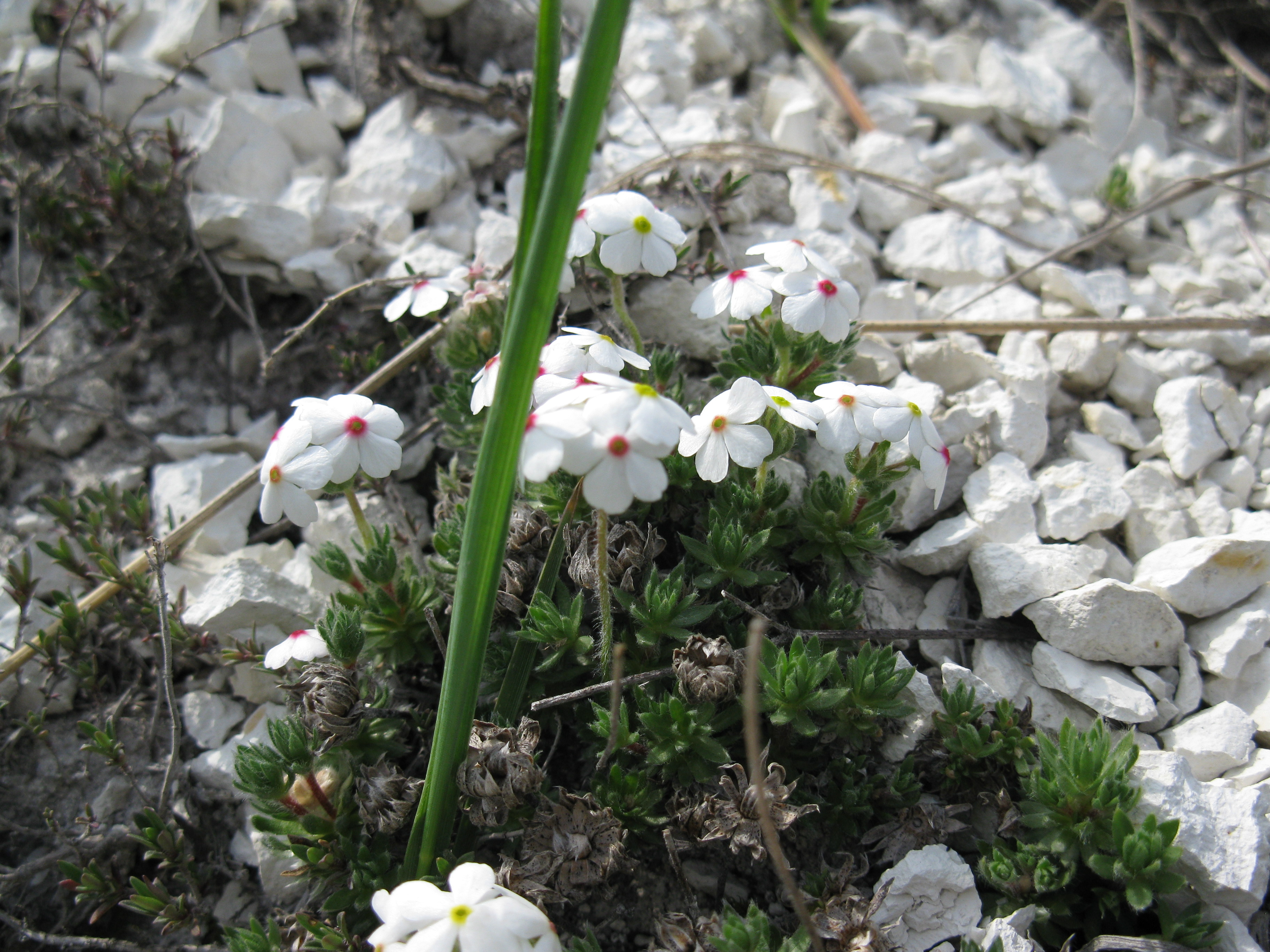
L'androsace de Kozo-Polianski poussant sur des enrochements crayeux

Espèce
Classification phylogénétique
Androsace koso-poljanskii, ou androsace de Kozo-Polianski, est une espèce de plantes à fleurs de la famille des Primulaceae du genre Androsace, qui est endémique du plateau central de Russie et qui fait partie de la liste du livre rouge de Russie des espèces menacées. Elle a été nommée ainsi en l'honneur du botaniste soviétique Boris Kozo-Polianski (1890-1957), fondateur et directeur du jardin botanique de l'université de Voronej.

## Distribution
Cette androsace se rencontre dans les régions de Voronej, Koursk et Belgorod, et en particulier dans le bassin des affluents droits du Don, dans les zones du cours supérieur de l'Oskol et du Donets septentrional. Elle pousse également en tapis dans la région de Kharkov sur des hauteurs et des collines ainsi que dans des steppes pierreuses. Elle se dissémine par graines et multiplication végétative.

## Synonymes
- Androsace barbulata Ovcz.
- Androsace villosa subsp. koso-poljanskii (Ovcz.) Fed.

## Description
C'est une plante vivace qui pousse en touffes avec de nombreuses rosettes et flèches. Elle diffère des autres androsaces par ses rosettes serrées et ses feuilles émoussées et moins tomenteuses. On remarque une raie par en dessous qui est exceptionnelle. Ses flèches sont presque laineuses avec des poils longs, soyeux et blanchâtres. Les feuilles linéaires mesurent de 5 à 6 mm de longueur, jusqu'à 2 mm de largeur. Elles sont fortement réduites à la base et frangées de longs poils blanchâtres et laineux par en dessus et par en dessous. Sur les bords, on distingue des poils doux et capités.
Les inflorescences sont groupées par deux, trois ou sept fleurs blanches de deux à quatre jusqu'à huit ou neuf centimètres de longueur. L'androsace de Kozo-Polianski fleurit en mai-juin.

## Source
- (ru) Cet article est partiellement ou en totalité issu de l’article de Wikipédia en russe intitulé « Проломник Козо-Полянского » (voir la liste des auteurs).